# Mémorial de l'Holocauste des Juifs de Macédoine
 (août 2016).
Si vous disposez d'ouvrages ou d'articles de référence ou si vous connaissez des sites web de qualité traitant du thème abordé ici, merci de compléter l'article en donnant les références utiles à sa vérifiabilité et en les liant à la section « Notes et références ».

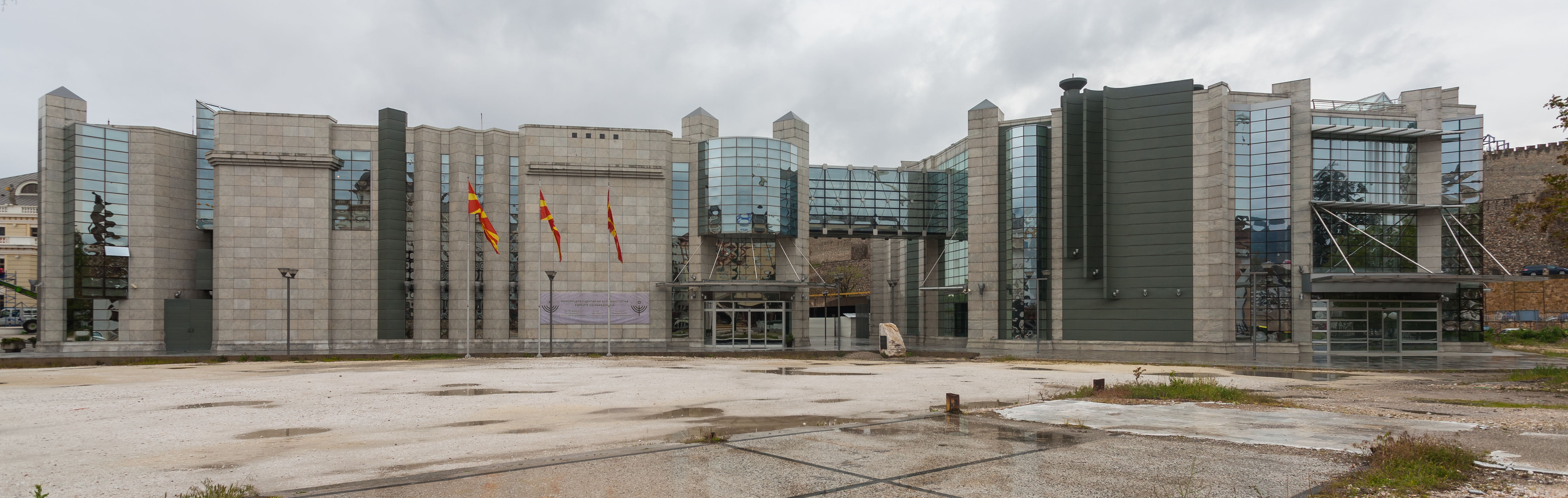
Vue du bâtiment

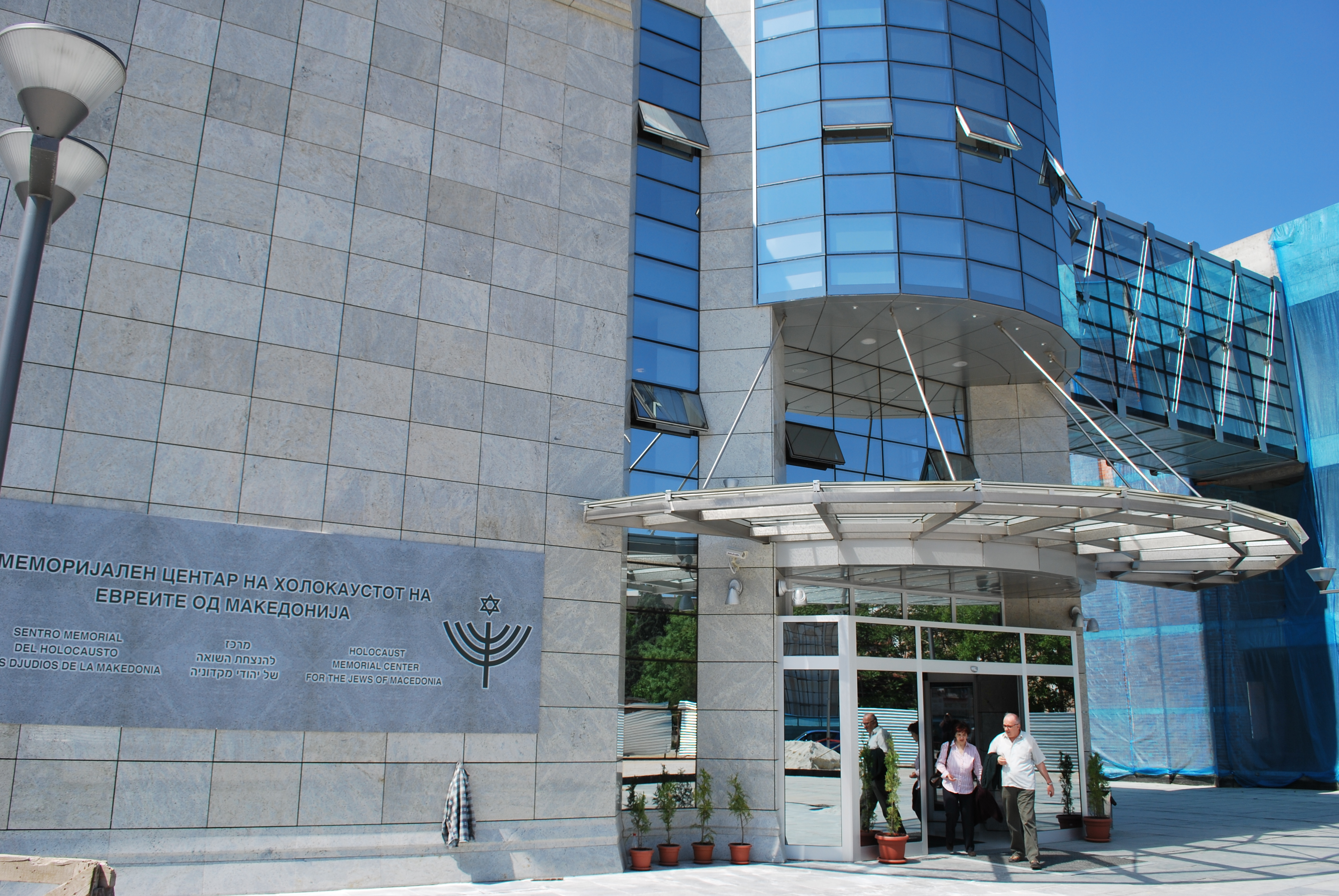
Le mémorial vu de l'extérieur

Le Mémorial de l'Holocauste des Juifs de Macédoine (en macédonien Меморијален центар на холокаустот на Евреите од Македонија, en ladino Sentro Memorial del Holokausto de los Djudios de la Makedonia) est un mémorial situé à Skopje, la capitale de la Macédoine du Nord. Il commémore la Shoah des 7 148 Juifs séfarades et romaniotes ayant vécu dans l'actuel territoire de la Macédoine du Nord et retrace également l'histoire plus que bi-millénaire des Juifs des Balkans et de Skopje.
La construction de l'édifice a commencé en 2005 et a fait partie de l'opération d'urbanisme Skopje 2014, qui doit donner un visage plus monumental au centre-ville de Skopje, ravagé par un tremblement de terre en 1963. Il se trouve à l'emplacement de l'ancien quartier juif de la ville, à proximité du Vardar, de la place de Macédoine et du Musée de la lutte macédonienne, lui aussi issu de Skopje 2014.
Le mémorial fut officiellement inauguré le 10 mars 2011, soit exactement 68 ans après la déportation des Juifs macédoniens vers le camp de concentration de Treblinka.
De nombreuses personnalités macédoniennes et étrangères furent présentes à cette inauguration, comme le premier ministre macédonien Nikola Gruevski, le président macédonien Gjorge Ivanov, le vice-premier ministre israélien Moshe Ya'alon, les présidents monténégrin et albanais Filip Vujanović et Bamir Topi. François Zimeray, ambassadeur de France pour les droits de l’Homme, était également présent.
Le mémorial présente notamment un train de marchandises ayant servi à la déportation des Juifs de Macédoine, des recueils de textes historiques et trois urnes contenant les cendres de personnes tuées à Treblinka.